# کلاته تلخ‌آوند
کلاته تلخ‌آوند، روستایی از توابع بخش مرکزی شهرستان بجستان در استان خراسان رضوی ایران است.

## جمعیت
این روستا در دهستان بجستان قرار دارد و براساس سرشماری مرکز آمار ایران در سال ۱۳۹۰، جمعیت آن کمتر از ۳ خانوار بوده‌است.